# Colonne atmosphérique
«  Colonne d'air (atmosphère) » redirige ici. Pour les autres significations, voir Colonne d'air (instruments à vent).
Cet article court présente un sujet plus développé dans : Atmosphère terrestre et Pression atmosphérique.
Une colonne atmosphérique, ou colonne d'air, est l'air contenu dans un cylindre vertical ayant une certaine section et s'étendant depuis le sol jusqu'au sommet de l'atmosphère,. L'expression est aussi employée pour désigner l'ensemble de l'atmosphère.
Le poids par unité de surface d'une colonne d'air à une altitude donnée est égal à la pression atmosphérique à cet endroit. La pression de l'air diminue avec l'altitude parce qu'il y a de moins en moins d'air dans la colonne surplombant le sol.
En plongée sous-marine, le plongeur est soumis à une pression absolue qui dépend du poids de la colonne d'eau et de la colonne d'air situées au dessus de celui-ci. Ce phénomène est à prendre en compte dans les mécanismes de désaturation des différents tissus du plongeur, plus particulièrement en cas de plongée en altitude.